# Maison du Sabot-Rouge
La maison du Sabot-Rouge est une maison située à Châteaubriant, en France.

## Localisation
La maison est située sur la commune de Châteaubriant, dans le département de la Loire-Atlantique.

## Historique
Le monument est inscrit au titre des monuments historiques en 1926.